# Nicola Logroscino

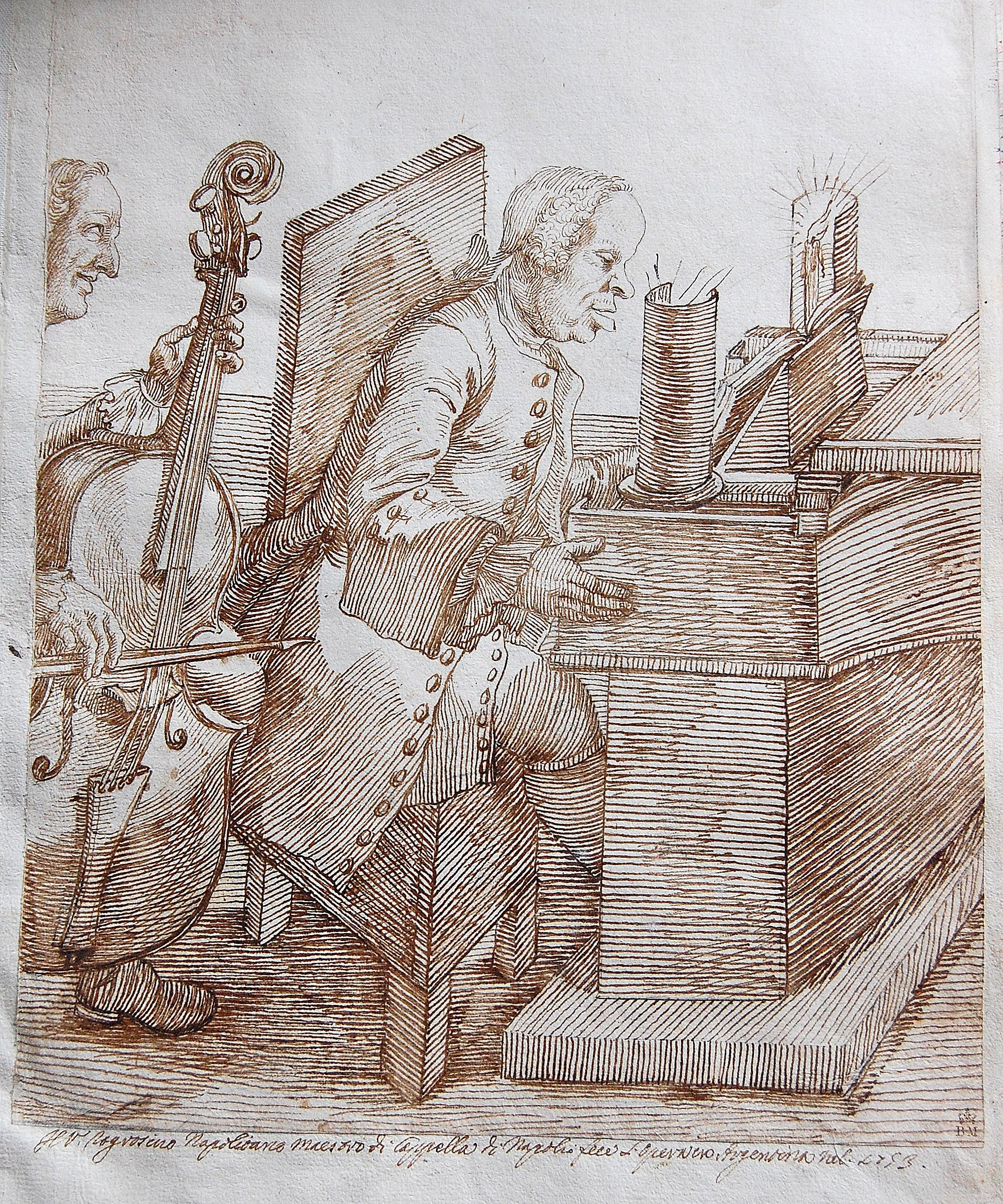
Nicola Logroscino.

Nicola Bonifacio Logroscino, född den 22 oktober 1698 i Bitonto nära Bari, död 1764, var en italiensk operakompositör.
Logroscino, som var elev till Alessandro Scarlatti, blev epokgörande för utvecklingen av opera buffan, i det han införde finaler, eller aktslut, genom verksamma, utförliga ensembler (ansatser därtill hade dock förekommit hos romerska tonsättare på 1600-talet). Piccinni med flera trädde i hans spår. Logroscino var länge verksam i Neapel, men blev 1747 professor i kontrapunkt vid Conservatorio dei figliuoli dispersi i Palermo.